# 敖阳街道
敖阳街道，是中华人民共和国江西省宜春市上高县下辖的一个乡镇级行政单位。历来为县治所在地。2021年3月16日，将敖阳街道锦阳居民委员会划归锦阳街道。

## 行政区划
敖阳街道下辖以下地区：
和平路社区、建设北路社区、镜山路社区、学园路社区、商城路社区、桂林社区、东门社区、五马社区、沿江中路社区、正阳社区、何家垴村和敖山村。